# Холодный степной климат
Холодный степной климат — Холодо-степной климат, в первую очередь, холодный. Температура от -25 до +10, в редких случаях до -35 и до +15. Также наблюдается сырость: климат холодный влажный. Объясняется влажный климат тем, что несмотря на небольшое количество осадков - около 200-300 мм на год, здесь критически низкая испаряемость.

## Холодный степной климат в Турции
В некоторых районах Турции наблюдается холодный степной климат (турецкий холодо-степной климат) он отличается довольно теплым, курортным летом, прохладной или холодной зимой

## Похожие типы климата
Горный холодный - он также сопровождается теплым летом, но очень холодной зимой ( от -10 до -20) его чаще всего путают с холодным степным климатом.
Континентальный теплый- сопровождается теплым летом, прохладной зимой ( от +2 до +6)

### См.также

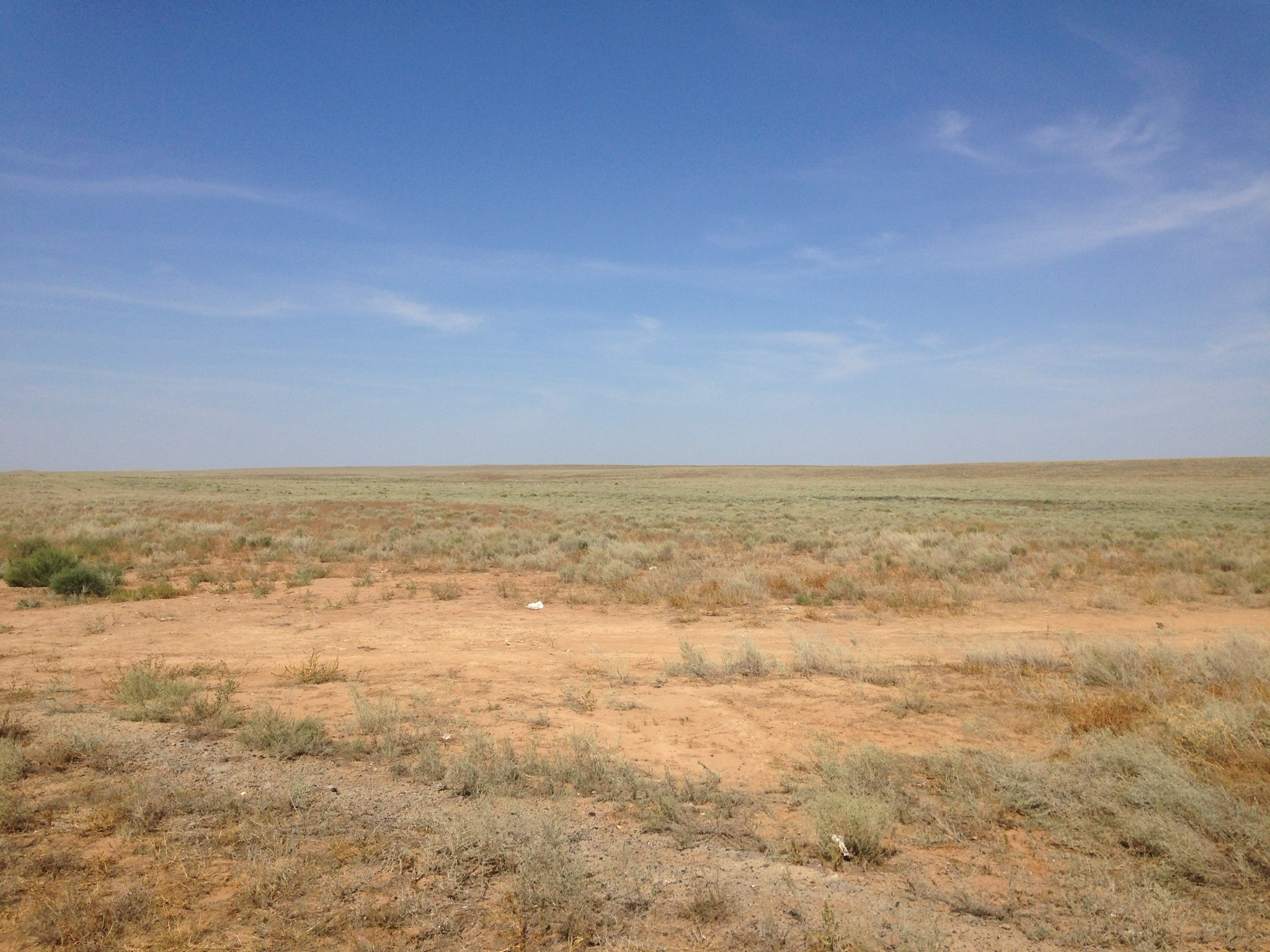
Степь холодо-степного климата в Турции

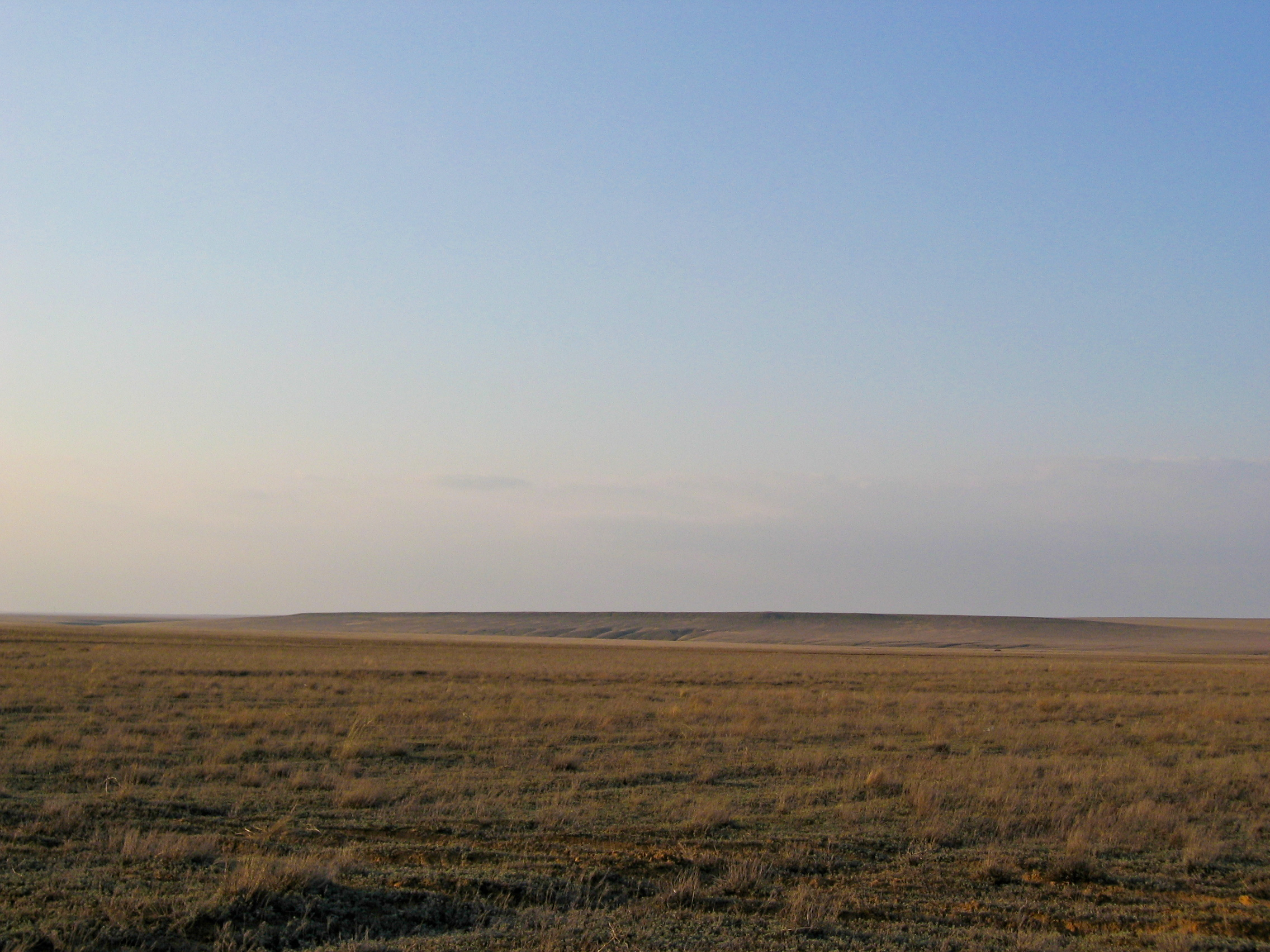
Степь холодо-степного климата в Казахстане

Статья про холодо-степной климат